# 吉良浩一
吉良 浩一（きら こういち、1966年2月4日 - ）は、日本の俳優。大阪府出身。同志社香里中高から同志社大学文学部を経て、同志社大学大学院ビジネス研究科卒（MBA）。2022年4月より、大阪公立大学大学院都市経営研究科博士後期課程。身長171cm。特技：社交ダンス、空手、殺陣、ボーカル。

## 概要
1981年よりジャズダンサーとしてジョービジネスの世界に入り、1984年に振付師兼俳優として、同志社大学第三劇場にて俳優デビュー。デビュー直後から、劇団☆新感線や劇団MOP、劇団そとばこまちなどのプロ劇団からゲスト出演をオファーされる。俳優として、劇団☆新感線や劇団MOPにゲスト出演を重ねながら、1985年より、劇作家・演出家としてオリジナル作品を上演。大学中退後は舞台を中心にTV、映画、オリジナルビデオなどに出演する。舞台では作・演出・主演を演じることが多い。
現在は、演劇を通して培った経験とスキルを社会に還元すべく、新島良心教育プロジェクト他、司会業、企業研修、各種セミナー、講演会、ボディケアセンタープロデュース、不動産経営、ネットショップ運営、指定保育士養成校講師（コミュニケーション）など、積極的に活動の幅を広げているMBAホルダーでもある。
2017年に著書『リンパストレッチ＆マッサージbook』（ソーテック社）を商業出版。現在、海外出版に向けてドイツ語版翻訳中。
また、大学院修了後は新たにYouTubeチャンネルを増設し、YouTuberとしても活動している。

## 出演

### 映画
- シャブ極道（1996年）（ビデオタイトル：大阪極道戦争）
- ビリケン
- 新・第三の極道7（1996年）
- 群狼の系譜1・2（1998年）
- 極道三国志3 血染めの九州死闘篇（1999年） - 岸本稔
- くの一忍法伝 封印の掟
- くの一忍法伝 華艶淫火
- 女狼
- 跋扈妖怪伝 牙吉（2004年）
- 隠し剣 鬼の爪（2004年）

### テレビドラマ
- KTV 古畑任三郎 番宣
- NHK大河ドラマ 毛利元就
- ANB 土曜ワイド劇場 棟居刑事の復讐
- 赤かぶ検事の事件簿
- CX 剣客商売
- TX 新春ワイド時代劇 忠臣蔵決断の時

### Vシネマ
- 首領への道1〜8 - 白虎会組員 蜂谷悟
- ナニワの用心棒
- 新・第三の極道X
- ボディハンター
- なにわ遊侠伝
- 実録・東北やくざ戦争 覇桜の道（2003年）
- 実録・関東やくざ戦争 修羅の盃（2003年）
- 実録・名古屋やくざ戦争 統一への道2（2003年）

### オリジナルビデオ
- 同志社大学 VISION2025 CONCEPT MOVIE[2]

### 商業演劇
- スーパー歌舞伎　オオクニヌシ（新橋演舞場）
- 必殺！三味線屋勇次（新歌舞伎座）

### 劇団

#### 劇団☆新感線
- りりぃの物語
- 炎のハイパーステップ
- 銀河旋風児SUSANOH
- TIMESLIP黄金丸
- 広島に原爆を落とす日
- いちご物語
- アトミック番外地

#### M.O.P
- 広島に原爆を落とす日
- 謎のランジェリー
- 夏のランナー
- ちゃっかり八兵衛
- 他

#### Bコレクション
- 1/3のトランキライザー
- 寿歌
- 日の丸パニック
- 夜泣き地蔵
- 寝取られ宗介
- ハムレット
- SHELLY
- NONEMBER　STORIES
- MAKE YOU
- 吉良浩一一人芝居
- 新家の父
- クラウディコネクション
- 透明人間
- 他

#### THEATER楼蘭
- 竪琴を忘れた場所
- 百年船
- 紅いキャミソール
- 月色の島

#### 新島良心教育プロジェクト
- 新島襄生誕170周年記念公演　喪家の狗と呼ばれた男
- 新島襄脱国150周年記念公演　ONCE UPON A TIME IN HAKODATE  新島七五三太 〜大志を抱いたサムライ〜

### YouTubeチャンネル
- MBA俳優・吉良浩一の演劇チャレンジCH[3]

- 吉良浩一のyuruhanaTV[4]

### ライブ

#### K.KILEER PRODUCE BAND
- 同志社ハロウィンパーティ 2016.10.31 RED&BLUE（大阪）